# Елізабет Перкінс
Елізабет Енн Перкінс (англ. Elizabeth Perkins, нар.. 18 листопада 1960, Квінз, Нью-Йорк, штат Нью-Йорк, США) — американська акторка. Відома за роллю в телесеріалі «Дурман», яка принесла їй три номінації на премію «Еммі» і дві на «Золотий глобус». Працювала у кінофільмах 1980-х і 1990-х «Великий», «Флінтстоуни», «Диво на 34-й вулиці», «З приводу того, що сталося вчора вночі…» і «Авалон».

## Раннє життя
Елізабет Енн Перкінс народилася 1960 року в Квінсі, Нью-Йорк. Вона почала свою кар'єру з виступів у театрі в Грінфілд, штат Массачусетс, одночасно навчаючись у Northfield Mount Hermon School.

## Кар'єра
Елізабет Перкінс дебютувала на екрані в 1986 році у фільмі «З приводу того, що сталося вчора вночі…». Її проривом стала роль у фільмі 1988 року «Великий» з Томом Генксом режисера Пенні Маршалл, який зібрав більше 150 млн доларів у прокаті. Вона отримала добрі відгуки критики за ролі у фільмах «Авалон» (1990) та «Лікар» (1991).
На початку 1990-х Перкінс знялася у багатьох фільмах. Вона виконала головні ролі в романтичних комедіях «Він сказав, вона сказала», «Бабине літо» і «Диво на 34-й вулиці» (рімейк однойменного класичного фільму 1947 року). Найбільшим успіхом у кар'єрі акторки в той період стала головна жіноча роль у фільмі 1994 року «Флінтстоуни», який зібрав у прокаті майже 400 мільйонів доларів.
Після успіху «Флінтстоунів» Перкінс зіграла головну роль у провальній в прокаті мелодрамі «Місячне світло і Валентино». Тоді ж вона почала працювати на телебаченні, знімаючись у таких проєктах каналу HBO, як «Із Землі на Місяць» і «Якби стіни могли говорити 2». Крім цього, на телебаченні вона зіграла головну роль у сіткомі Battery Park, що знімався в 2000—2001 роках. Між тим у неї були ролі другого плану в багатьох фільмах, в тому числі таких, як «Жінка без правил», «28 днів», «Кішки проти собак», «Сімнадцятиріччя», «Дзвінок 2», «Жорстокі люди», «Любов до собак обов'язкова», «Американські дітки» «Гоп».
Кар'єра Перкінс пішла в гору в 2005 році після виходу комедійного телесеріалу каналу Showtime «Косяки». У шоу вона виконувала роль Селії Годс, сусідки головної героїні у виконанні Мері-Луїз Паркер. За свою роботу в серіалі вона отримала добрі відгуки від критики й три номінації на премію «Еммі», дві на «Золотий глобус» і ряд інших номінацій. Вона покинула серіал у 2009 році після п'яти сезонів, щоб зайнятися іншими проєктами. У 2011 році вона була запрошеною зіркою в одному з епізодів телесеріалу «Шукачка».
У 2012 році Перкінс була запрошена на роль ексцентричної матері героїні Сари Чок у комедійний серіал каналу ABC «Як прожити з батьками все життя». Хоча спочатку персонажка Перкінс мала бути значно старшою за акторку, щоб залучити Перкінс до проєкту, продюсери зробили її героїню молодшою.

## Особисте життя
Перкінс була одружена з актором Террі Кінні і кінооператором Хуліо Макатом. В 1991 році народила дочку Ганну від цивільного шлюбу з Морісом Філліпсом.

## Фільмографія
| Рік         |    | Українська назва                  | Оригінальна назва                                         | Роль                 |
| ----------- | -- | --------------------------------- | --------------------------------------------------------- | -------------------- |
| 1984        | тф |                                   | For Their Own Good…                                       |                      |
| 1986        | ф  | Що трапилось минулої ночі         | About Last Night ...                                      | Джоан                |
| 1987        | ф  | Шквальний вогонь                  | From the Hip                                              | Джо Енн              |
| 1988        | ф  | Приємний танець сердець           | Sweet Hearts Dance                                        | Еді                  |
| 1988        | ф  | Великий                           | Big                                                       | Сьюзан Лоуренс       |
| 1989        | ф  | Тільки через її труп              | Enid Is Sleeping                                          | Джейн                |
| 1990        | ф  | Авалон                            | Avalon                                                    | Енн Кей              |
| 1990        | ф  | Любов крупним планом              | Love at Large                                             | Стелла Вінковські    |
| 1991        | ф  | Доктор                            | The Doctor                                                | Джун Елліс           |
| 1991        | ф  | Він сказав, вона сказала          | He Said, She Said                                         | Лорі Браєр           |
| 1993        | ф  | Бабине літо                       | Indian Summer                                             | Дженніфер Мортон     |
| 1994        | ф  | Диво на 34-й вулиці               | Miracle on 34th Street                                    | Дора Вокер           |
| 1994        | ф  | Флінстоуни                        | The Flintstones                                           | Вілма Флінтстоун     |
| 1995        | ф  | Місячне сяйво і Валентино         | Moonlight and Valentino                                   | Ребекка              |
| 1997        | тф |                                   | Cloned                                                    | Скай Вестон          |
| 1997        | тф | Рятувальники: Історії відваги     | Rescuers: Stories of Courage: Two Women                   | Гертруда Бабілінська |
| 1997 — 2010 | мс | Цар гори                          | King of the Hill                                          | Jan Shaw             |
| 1998        | ф  | Я тебе втрачаю                    | I'm Losing You                                            | Обрі Віскер          |
| 1998        | с  | Із Землі на Місяць                | From the Earth to the Moon                                | Мерилін              |
| 1999        | ф  | Жінка без правил                  | Crazy in Alabama                                          | Джоан Блейк          |
| 2000        | тф | Якби стіни могли говорити 2       | If These Walls Could Talk 2                               | Еліс Гедлі           |
| 2000        | ф  | 28 днів                           | 28 Days                                                   | Лілі Каммінгс        |
| 2000        | с  |                                   | Battery Park                                              | Меделін Данліві      |
| 2000        | с  | Стримай свій ентузіазм            | Curb Your Enthusiasm                                      | Мерилін              |
| 2001        | тф | Чому вчаться дівчатка             | What Girls Learn                                          | мама                 |
| 2001        | ф  | Коти проти собак                  | Cats & Dogs                                               | Місіс Броуді         |
| 2002        | ф  | Сімнадцятиріччя                   | Try Seventeen                                             | мати                 |
| 2003        | мф | У пошуках Немо                    | Finding Nemo                                              | Корал                |
| 2004        | ф  | Джиміні Глік в Ля-ля-вуді         | Jiminy Glick in Lalawood                                  | Міранда Кулідж       |
| 2004        | ф  | Говори                            | Speak                                                     | Джойс Сордіно        |
| 2005        | ф  | Дзвінок 2                         | The Ring Two                                              | доктор Емма Темпл    |
| 2005        | с  | Геракл                            | Hercules                                                  | Алкмена              |
| 2005        | ф  | Жорстокі люди                     | Fierce People                                             | Місіс Ленглі         |
| 2005        | ф  | Любов до собак обов'язкова        | Must Love Dogs                                            | Керол Нолан          |
| 2005        | ф  | Все про мою рідню                 | The Thing About My Folks                                  | Рейчел Клейман       |
| 2005        | ф  | Американські дітки                | Kids in America                                           | Сандра Кармайкл      |
| 2005 — 2009 | с  | Косяки                            | Weeds                                                     | Селія Годз           |
| 2009        | с  | Монк                              | Monk                                                      | Крістін Репп         |
| 2011        | ф  | Гоп                               | Hop                                                       | місис О'Гара         |
| 2011        | с  | Шукач                             | The Closer                                                | Гейл Меєрс           |
| 2012        | с  | Як прожити з батьками все життя   | How to Live with Your Parents (for the Rest of Your Life) | Елейн                |
| 2014        | с  | Як уникнути покарання за вбивство | How to Get Away with Murder                               | Меррі Трюдо          |
| 2016        | ф  | Мисливці за привидами             | Ghostbusters                                              | Філліс Адлер         |
| 2016        | с  | Це ми                             | This Is Us                                                | Джанет Мелоун        |
| 2017        | с  | Блиск                             | GLOW                                                      | Берді                |
| 2018        | с  | Гострі предмети                   | Sharp Objects                                             | Дженні Кін           |
| 2025        | ф  | Ще одна проста послуга            | Another Simple Favor                                      | Маргарет МакЛенден   |